# Urraúl Alto
Urraúl Alto település Spanyolországban, Navarra autonóm közösségben. Urraúl Alto Abaurrepea/Abaurrea Baja, Abaurregaina/Abaurrea Alta, Arce, Lónguida – Longida, Urraúl Bajo, Romanzado, Navascués-Nabaskoze, Gallués–Galoze és Sarriés – Sartze községekkel határos. Lakosainak száma 136 fő (2024).

## Népesség
A település népessége az elmúlt években az alábbi módon változott:
| Lakosok száma | 177  | 178  | 164  | 159  | 187  | 151  | 156  | 133  | 142  | 136  |
|               | 2001 | 2004 | 2006 | 2009 | 2011 | 2014 | 2016 | 2019 | 2021 | 2024 |